# Allograpta insularis
Allograpta insularis är en tvåvingeart som beskrevs av Thompson 1981. Allograpta insularis ingår i släktet Allograpta och familjen blomflugor.
Artens utbredningsområde är Puerto Rico. Inga underarter finns listade i Catalogue of Life.